# Homeli terület
A Gomeli vagy Homeli terület (belarusz nyelven Гомельская вобласць, oroszul Гомельская область [Gomelszkájá oblaszty]) Fehéroroszország közigazgatási egysége, az ország délkeleti részét foglalja el. Székhelye Homel. Területe az ország területének 1/4-e, így valamivel kisebb, mint Svájcé vagy Hollandiáé. Délről Ukrajnával (Csernyihivi, Kijevi, Zsitomiri és Rivnei terület), keletről Oroszországgal (Brjanszki terület), nyugatról a Breszti és a Minszki területtel, északról a Mahiljovi területtel határos.

## Természetföldrajz

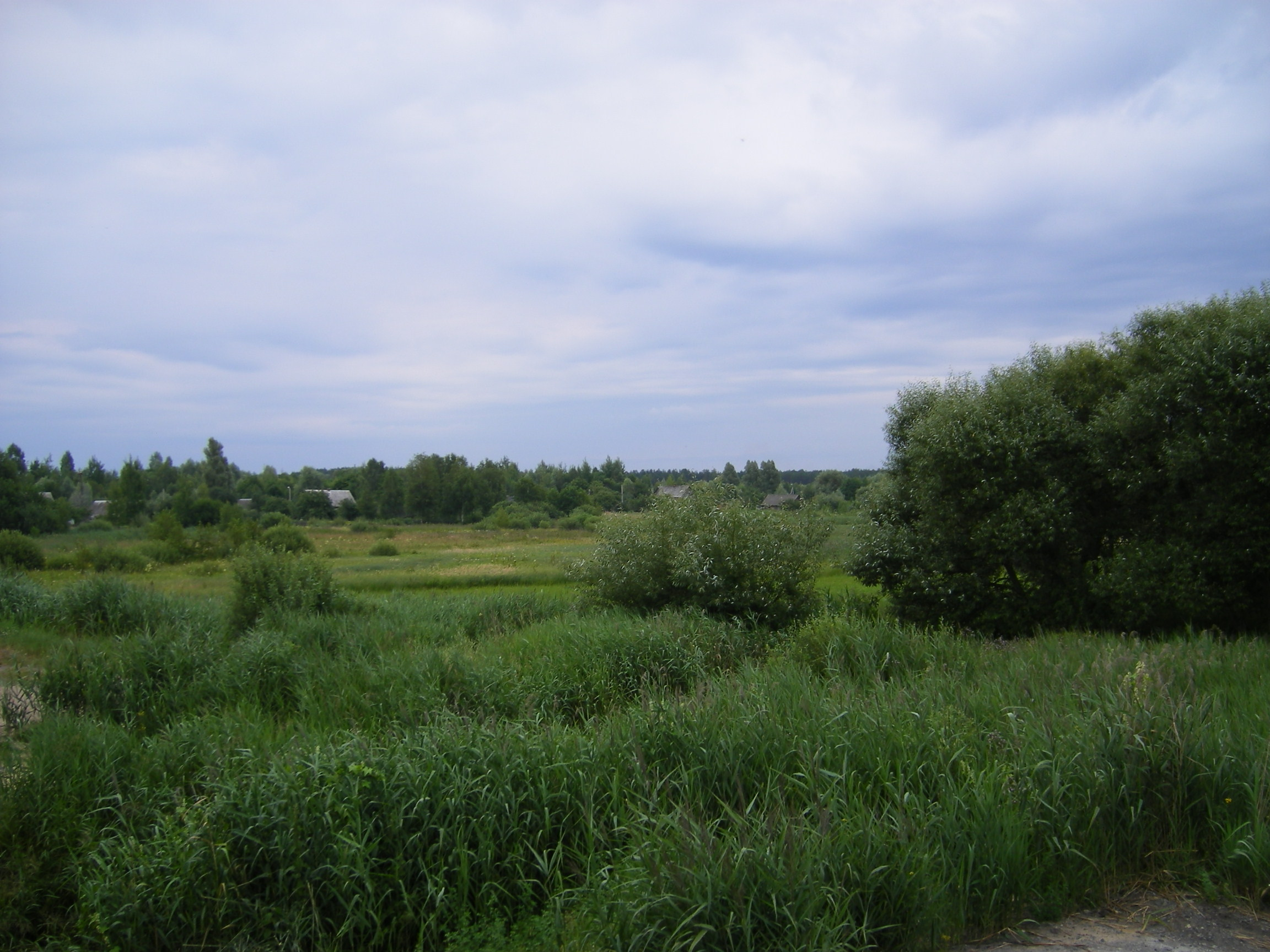
Jellegzetes poleszjei táj a Jelszki járásban

A terület tökéletes síkvidék, a Dnyeper és mellékfolyóinak (Pripjaty, Berezina, Szozs) feltöltött alföldje. A Poleszje mocsaras-erdős síkvidékének keleti része is ide tartozik. A fluvioglaciális-alluviális síkságon csak a morénahátak (Maziri-hátság, 206 m) jelentenek változatosságot. A terület 1/3-át mocsarak borítják. Itt találhatók az ország legnagyobb barnaszénkészletei (a Zsitkavicsi járásban), valamint az ország egész kőolaj- és földgázkészlete (a kitermelés központja a Szvetlahorszki járás). Jelentősek a tőzegkészletek is, Rahacsovban pedig gyógyvizes fürdő működik. Területének 1/3-át erdő borítja. Védett területei közül a Csacserszki Természetvédelmi Területet kell kiemelni. 

## Történelem

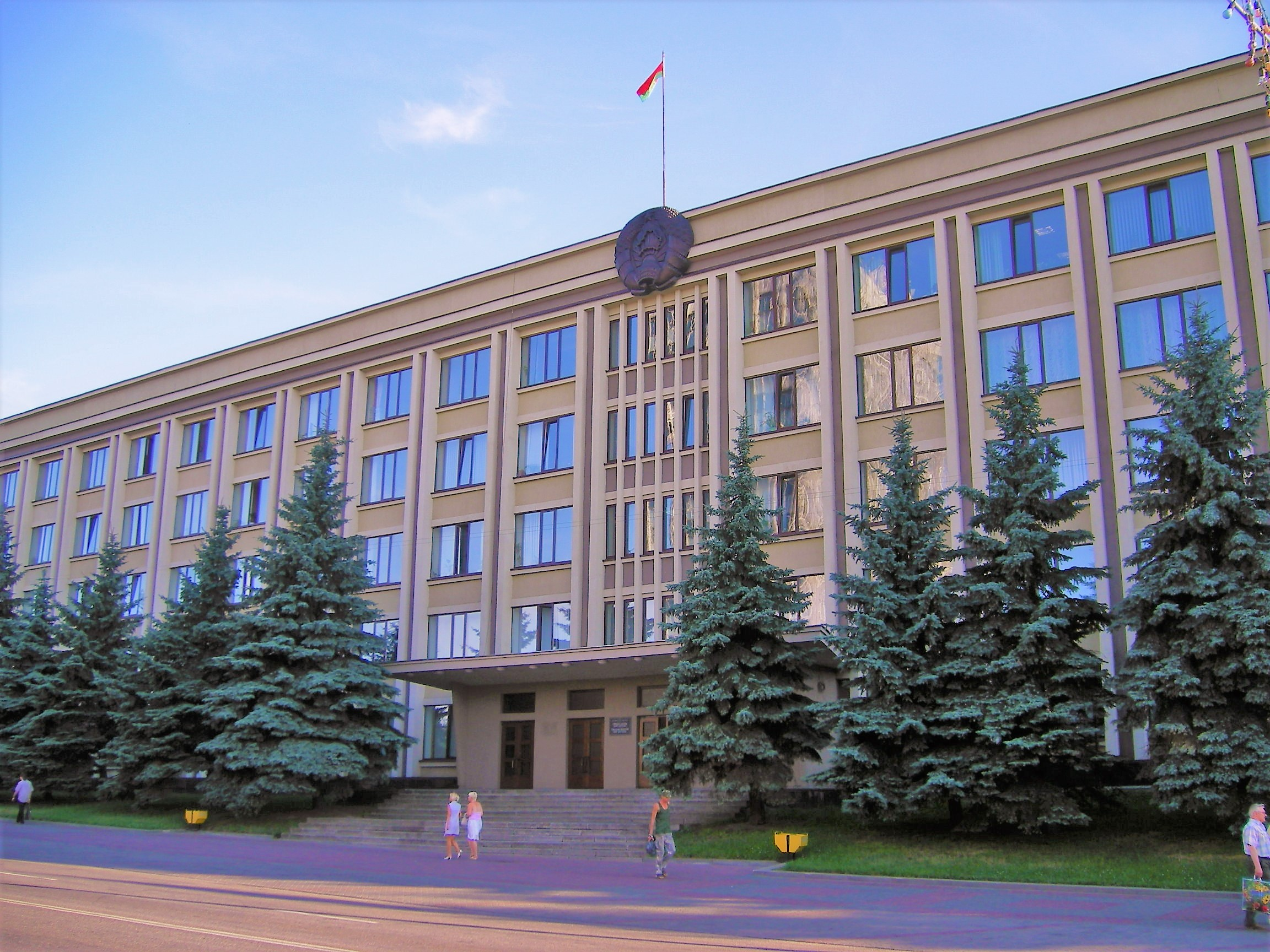
A területi adminisztráció épülete Homelben

1924 előtt csak a Mazirtól nyugatra fekvő területek tartoztak a Belorusz SZSZK-hoz. Gomel és környéke 1926-ban, a terület középső része 1924-ben került át Oroszországtól. 1938-ban alakult meg a Homeli terület, ekkor mai területének keleti részén. Mai területe 1954 januárjában alakult ki, amikor a megszűnt Poleszjei területet (Mazir központtal) teljes egészében hozzácsatolták (a mai Zsitkavicsi, Lelcsici, Jelszki, Narovljai, Petrikavi, Maziri, Hojnyiki, Brahini, Kalinkavicsi járásokat), és a szintén megszűnő Babrujszki terület egyes részei is a Homeli területhez kerültek (a mai Szvetlahorszki és Akcjabrszki járások részei). A terület 1941 júliusától az 1943. novemberi homel-recsicai hadműveletekig volt német megszállás alatt, itt is intenzív partizánmozgalom folyt. A háború után gyors iparosítás kezdődött, megindult a kőolajtermelés (1964), nagy szuperfoszfátüzem (1966), kőolajfinomító (1975) és számos kisebb gyáregység épült. 1967-ben a területet Lenin-renddel tüntették ki. 1986 áprilisában a csernobili atomerőműben bekövetkezett baleset következményei legsúlyosabban a Homeli területet sújtották, jelentős területekről telepítették ki a lakosságot az ukrán (a Jelszki, Narovljai, Hojnyiki és Brahini járások déli része teljesen elnéptelenedett) és az orosz (a Dobrusi járás északi és a Vetkai járás keleti részét evakuálták) határvidéken. 2005-ben Lukasenko elnök bejelentette a kiürített területek egy részének újratelepítését.

## Lakosság
A Homeli terület lakosságának 84,2%-a belarusz; 11%-a orosz; 3,3%-a ukrán; 0,4%-a zsidó nemzetiségű. Az iparban dolgozik a foglalkoztatottak 27,5%-a, a mezőgazdaságban 10,8%-a.
| Lakosok száma | 1 440 718 | 1 422 941 | 1 388 512 | 1 386 600 | 1 375 286 | 1 357 897 | 1 347 469 | 1 338 617 |
|               | 2009      | 2016      | 2019      | 2020      | 2021      | 2022      | 2023      | 2024      |

## Közigazgatási beosztás
A Homeli terület 21 járásra (rajon) oszlik. Homel 4 kerületre. Településállománya 2609 falusi településből (melyeket 275 községi tanács igazgat), 17 városi jellegű településből és 18 városból (ebből 2 járási jogú város – Homel és Mazir) áll (2005. január 1-jei állapot). 
A járások interaktív térképe

### Járások

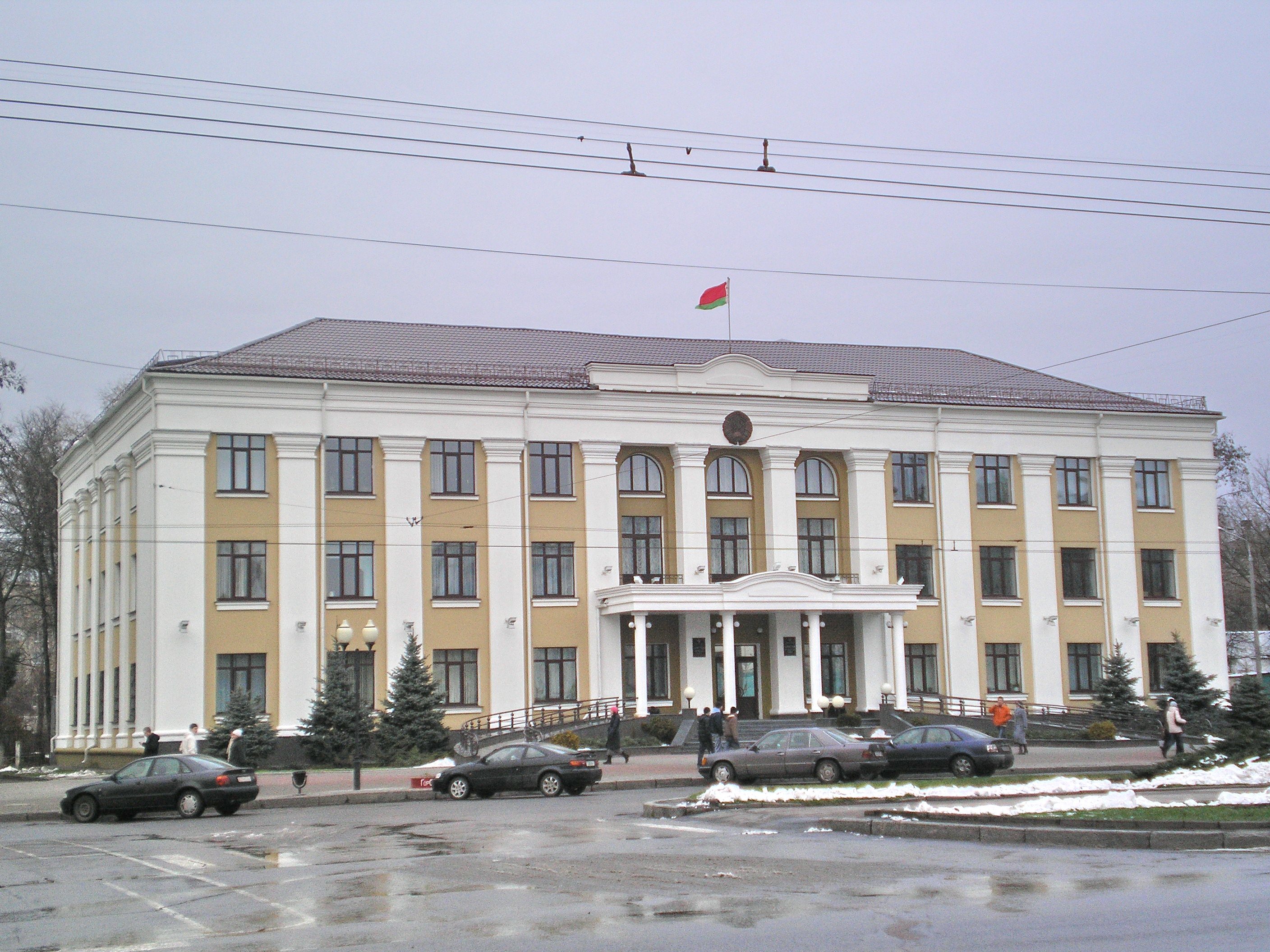
Homel

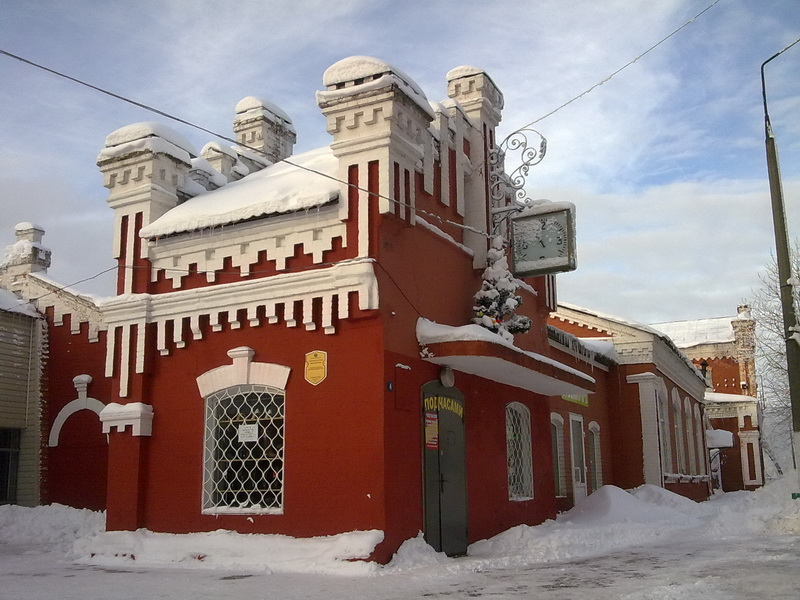
Dobrus

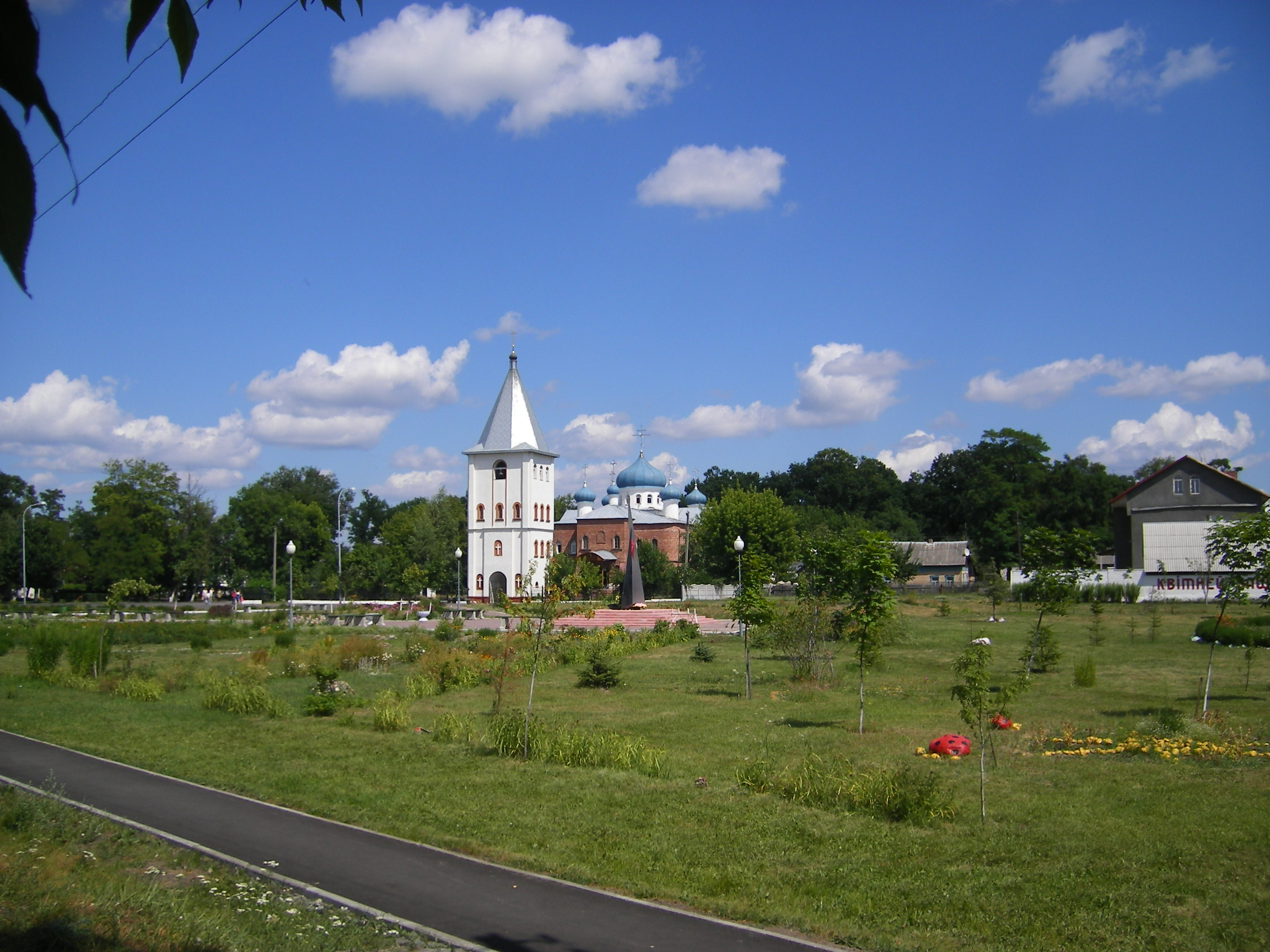
Kalinkavicsi

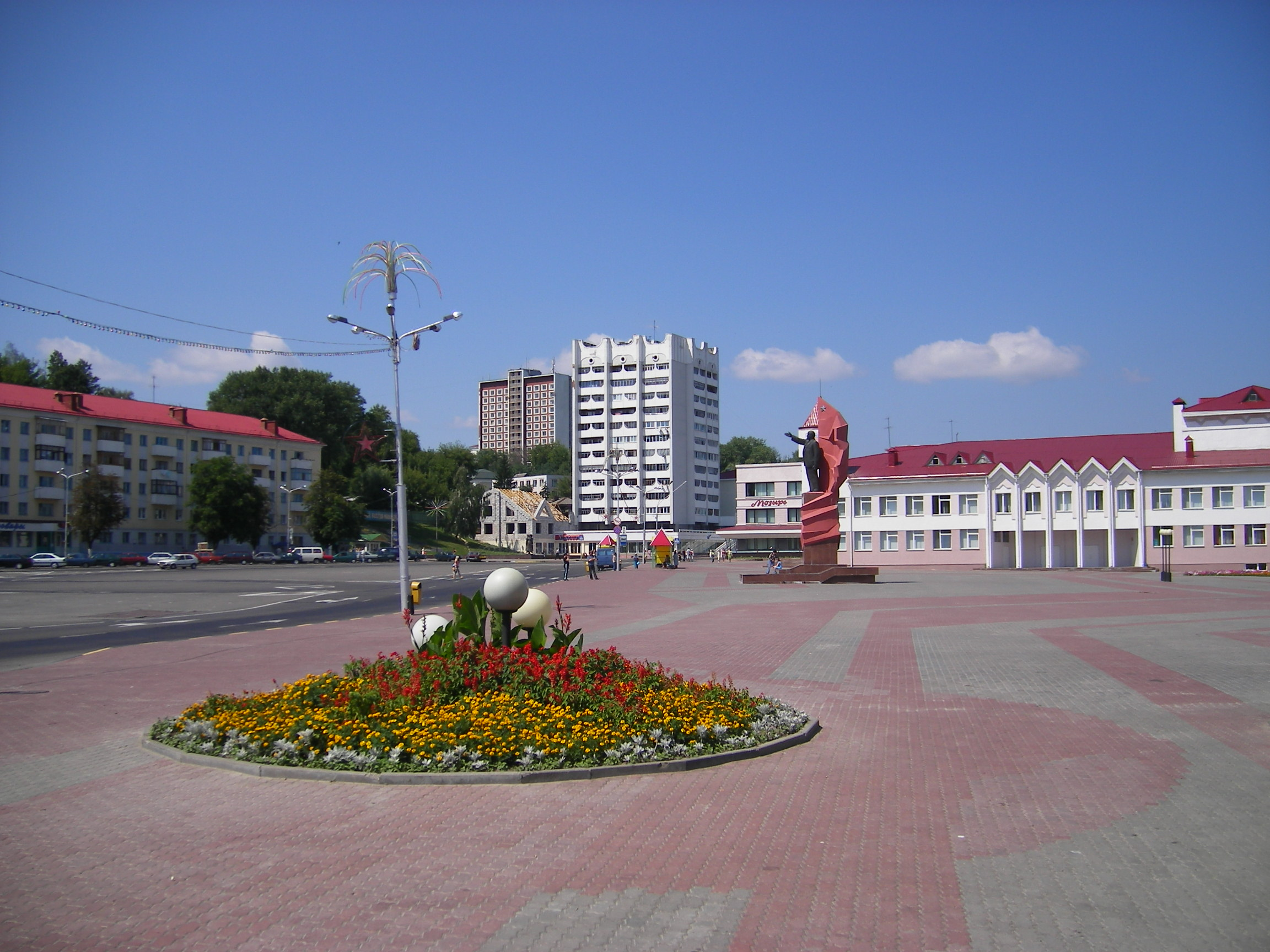
Mazir

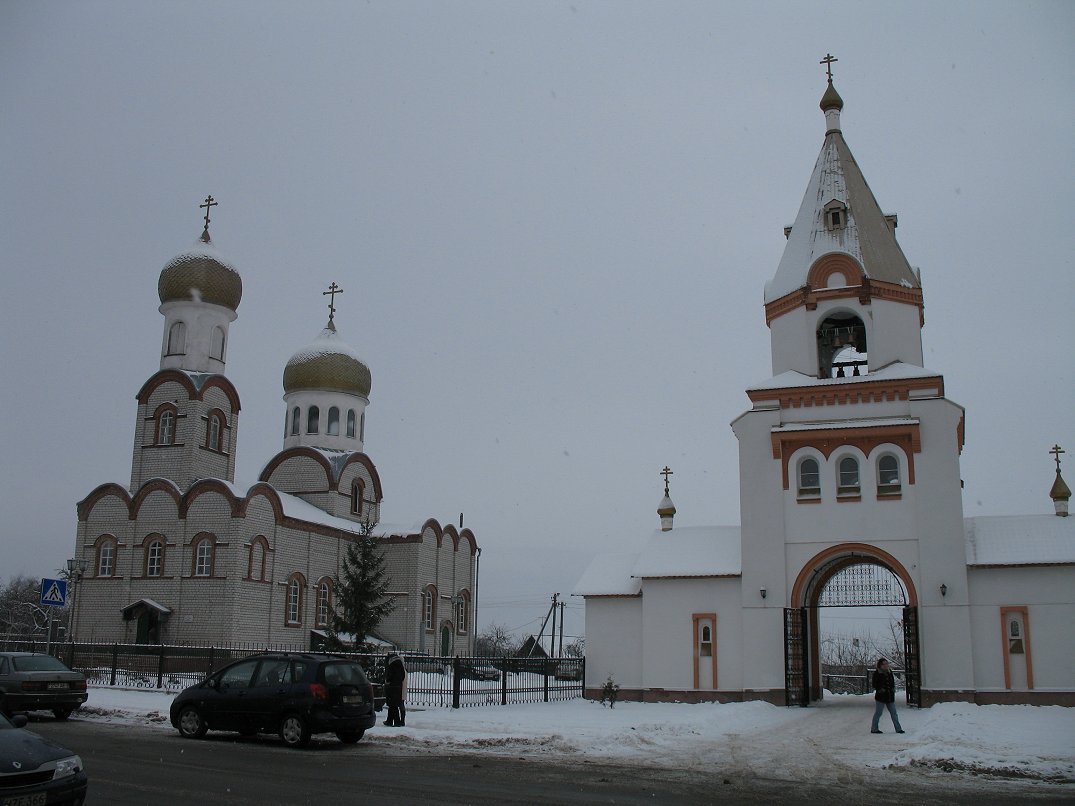
Zslobin

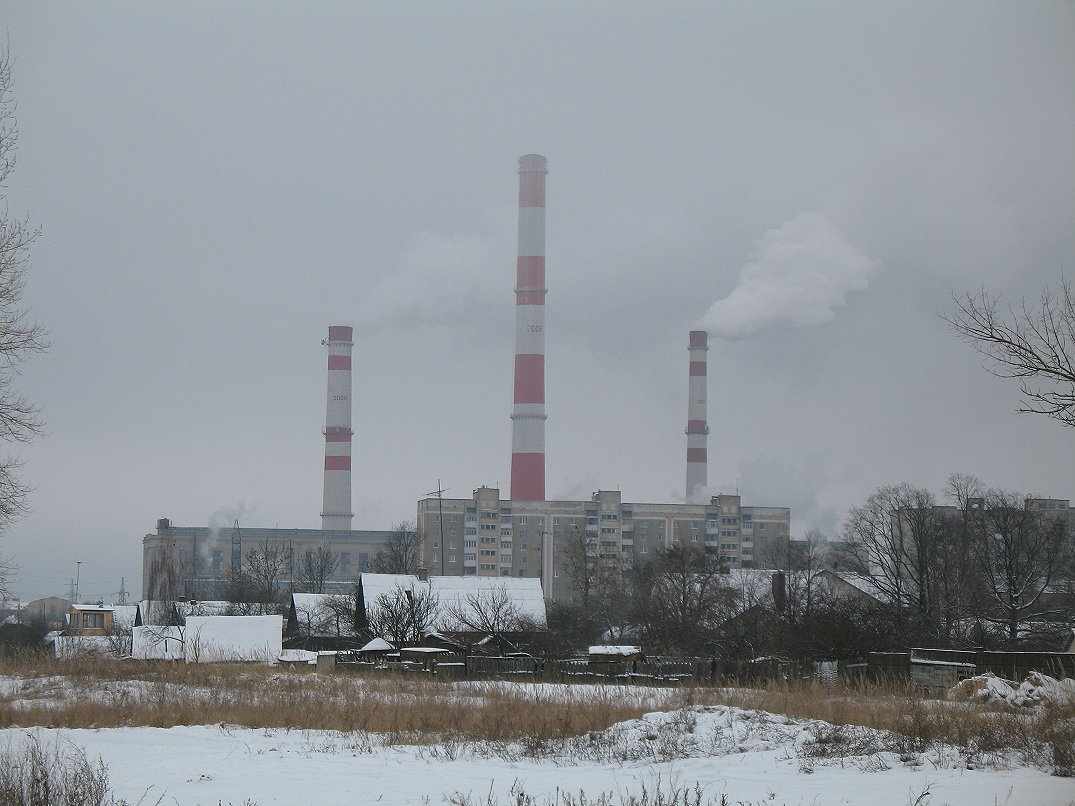
Szvetlahorszk ipari negyede

| A Gomeli terület térképe | 1. Brahini járás (Брагінскі раён) 2. Buda-Kasaljovai járás (Буда-Кашалёўскі раён) 3. Vetkai járás (Веткаўскі раён) 4. Homeli járás (Гомельскі раён) 5. Dobrusi járás (Добрушскі раён) 6. Jelszki járás (Ельскі раён) 7. Zsitkavicsi járás (Жыткавіцкі раён) 8. Zslobini járás (Жлобінскі раён) 9. Kalinkavicsi járás (Калінкавіцкі раён) 10. Karmai járás (Кармянскі раён) 11. Lelcsici járás (Лельчыцкі раён) 12. Lojevi járás (Лоеўскі раён) 13. Maziri járás (Мазырскі раён) 14. Narovljai járás (Нараўлянскі раён) 15. Oktyabrszkij járás (Акцябрскі раён) 16. Petrikavi járás (Петрыкаўскі раён) 17. Recsicai járás (Рэчыцкі раён) 18. Rahacsovi járás (Рагачоўскі раён) 19. Szvetlahorszki járás (Светлагорскі раён) 20. Hojnyiki járás (Хойніцкі раён) 21. Csacserszki járás (Чачэрскі раён) |

### Legnagyobb városai
(zárójelben a 2005-ös becsült népesség)
- Homel (481 ezer fő)
- Mazir (112 ezer fő)
- Zslobin (73 ezer fő)
- Szvetlahorszk (71 ezer fő)
- Recsica (65 ezer fő)
- Kalinkavicsi (37 ezer fő)
- Rahacsov (33 ezer fő)

### Városok és városi jellegű települések listája
(Zárójelben a hivatalos orosz elnevezés)
Városok:
- Buda-Kaseljeva (Buda-Koseljevo)
- Csacserszk (Csecserszk)
- Dobrus
- Hojnyiki
- Homel (Gomel)
- Jelszk
- Kalinkavicsi (Kalinkovicsi)
- Mazir (Mozir)
- Narovlja
- Petrikav (Petrikov)
- Rahacsov (Rogacsev)
- Recsica
- Szvetlahorszk (Szvetlogorszk)
- Turav (Turov)
- Vaszilevicsi
- Vetka
- Zsitkavicsi (Zsitkovicsi)
- Zslobin

Városi jellegű települések:
- Akcjabrszki (Oktyabrszkij)
- Azaricsi (Ozericsi)
- Balsavik (Bolsevik)
- Belick
- Brahin (Bragin)
- Cerahovka (Tyerehovka)
- Kamarin (Komarin)
- Kapatkevicsi (Kopatkovicsi)
- Karma (Korma)
- Kaszcjukovka (Kosztjukovka)
- Lelcsici
- Lojev
- Paricsi
- Szasznovi Bor (Szosznovij Bor)
- Sztresin
- Uvaravicsi (Uvarovicsi)
- Zareccsa (Zarecsje)

## Gazdaság
Az Októberi Forradalom előtt gazdaságilag elmaradott, mezőgazdasági jellegű terület volt. A fő iparágak a papírgyártás, a fafeldolgozás és az élelmiszeripar volt. A szovjet időszakban az ötéves tervek folyamán gyorsan iparosodott a terület. A második világháború után a vegyipar jelentősége is megnőtt (az itt felfedezett kőolajkészletek révén). 

### Bányászat

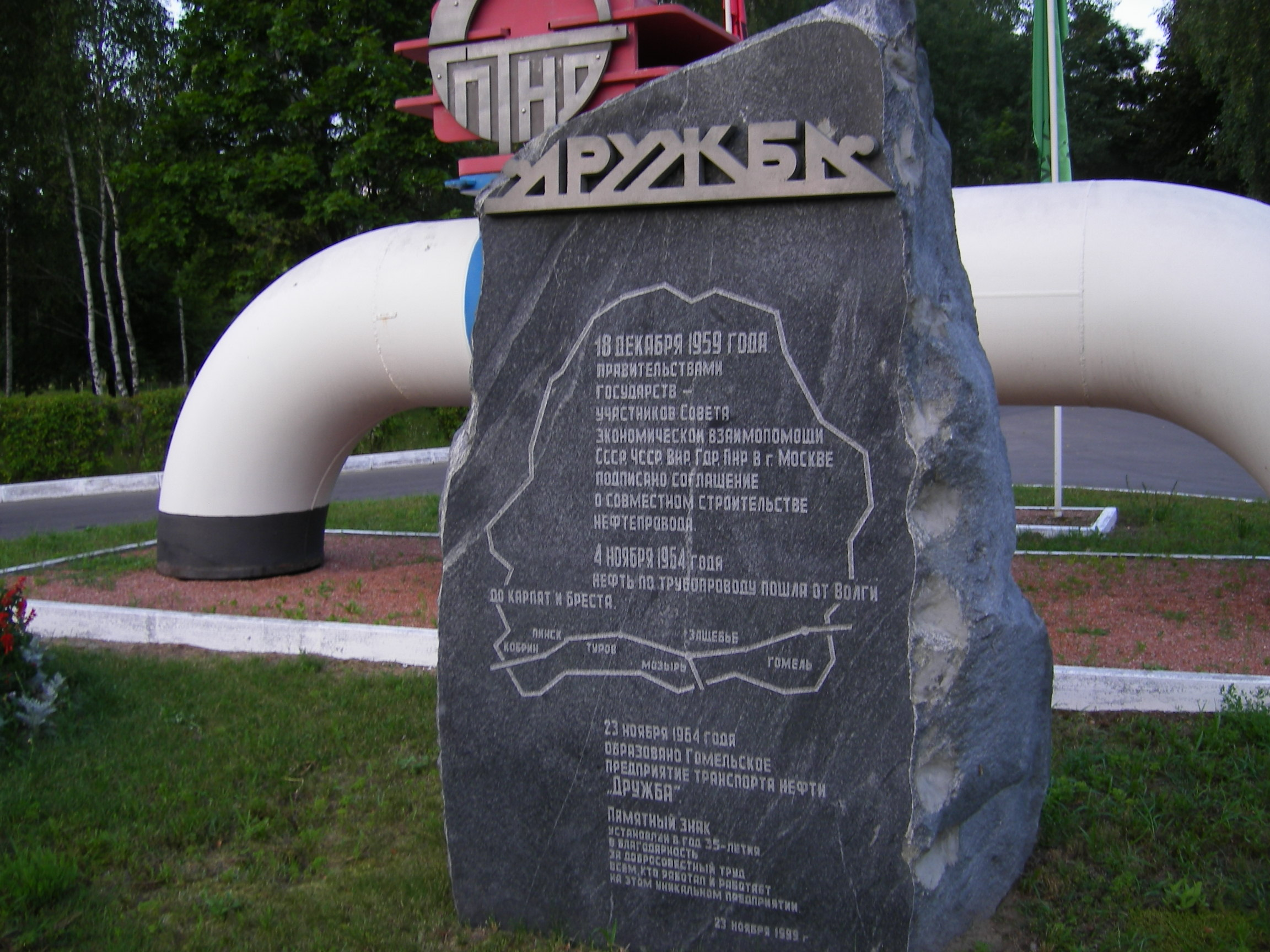
A Barátság kőolajvezeték a maziri kőolajfinomítónál

A belarusz kőolajkitermelés egésze a Homeli területen folyik. A lelőhelyek a Dnyeper és a Pripjaty közötti területen összpontosulnak (Recsica és Asztaskavicsi környéke). A Szvetlahorszki hőerőmű és a vegyipar az 1965 óta tartó kitermelés eredményeként jött létre. Kálisókészleteit Davidovka és Petrikav környékén termelik ki. Kősóbányászat Mazir és Davidovka környékén, palabányászat Turav és Ljubany mellett folyik. A tőzegkitermelés (Uvarovicsi környéke, Belickoje, Lukszkoje, Davidovka) szintén számottevő, mintegy 1 millió tonna évente (az országos kitermelés 1/5-e).

### Mezőgazdaság
Jó minőségű termőföldjeinek nagy része súlyos károkat szenvedett a csernobili katasztrófa miatt. A legfontosabb termesztett növények a rozs és a búza. A burgonya- és almatermesztés szintén számottevő. Az országban egyedül itt terem meg a dinnye, de az 1950-es években a szőlő- és rizstermesztés meghonosításával is kísérleteztek. Az állattenyésztés fő ága a szarvasmarhatartás, korábban a lótenyésztés is nagy jelentőségű volt.

### Ipar
Az ország ipari termelésének 17%-a származik a Homeli területről. Három hőerőmű (Szvetlahorszk, Mazir, Homel) termel áramot. A legfontosabb iparág a gépgyártás. A mezőgazdasági gépgyártás központja Homel, ahol silózó kombájnokat és tőzegkitermelő erőgépeket gyártanak. Hojnyikiben és Narovljában a traktorgyártás számára gyártanak alkatrészeket. Az ország vaskohászata is itt összpontosul: korábban a homeli öntöde, 1984 óta pedig a zslobini vas- és acélkombinát Belarusz legnagyobb kohászati üzeme. A vegyipar a Barátság kőolajvezetéken érkező és a helyi kőolajat és földgázt hasznosítja (Szvetlahorszk, Recsica, Mazir – kőolajfinomítás). Homelben foszfátműtrágyát, Szvetlogorszkban (Himvolokno cég) műszálakat állítanak elő. Nagy fafeldolgozó kombinátok működnek Zsitkavicsiben, Rahacsovban, Recsicában és Homelben, cellulóz- és papírgyárak Dobrusban és Szvetlahorszkban. Recsicában bútorgyártás is folyik. Az élelmiszeripari üzemek közül a homeli húskombinátot, likőrgyárat és édességgyárat, valamint a rahacsovi tejkonzervgyárat kell megemlíteni. Kaszcjukovkában ablaküveggyár, Homelben nagy üvegipari kombinát működik. Dobrus porcelángyára 1978 óta működik.

## Külső hivatkozások
- Hivatalos honlap Archiválva 2007. szeptember 28-i dátummal a Wayback Machine-ben (oroszul)